# Phyllanthus microdictyus
Phyllanthus microdictyus är en emblikaväxtart som beskrevs av Ignatz Urban. Phyllanthus microdictyus ingår i släktet Phyllanthus och familjen emblikaväxter. Inga underarter finns listade i Catalogue of Life.